# Earl Johnson
Richard Earle Earl Johnson (10. marts 1891 – november 1965) var en amerikansk sportsudøver som deltog i de olympiske lege 1924 i Paris.
Johnson vandt to medaljer i atletik under OL 1924 i Paris. Han var med på det amerikanske hold som kom på en andenplads i disciplinen i Cross country bagefter Finland. De andre på laget var August Fager og Arthur Studenroth. I den individuelle disciplin som foregik over 10,65 km terrænløb blev han nummer tre bagefter Paavo Nurmi og Ville Ritola begge fra Finland.